# Jake Christiansen
Jacob "Jake" Christiansen, född 12 september 1999, är en kanadensisk professionell ishockeyback som är kontrakterad till Columbus Blue Jackets i National Hockey League (NHL) och spelar för Cleveland Monsters i American Hockey League (AHL).
Han har tidigare spelat för Stockton Heat i AHL och Everett Silvertips i Western Hockey League (WHL).
Christiansen blev aldrig NHL-draftad.

## Statistik
| 2013–2014  | Hollyburn Huskies     | PCBHL      | 54  | 12 | 25  | 37  | 30  | —  | — | —  | —  | —  |
| 2014–2015  | Vancouver NW Giants   | BC MML     | 4   | 0  | 0   | 0   | 2   | —  | — | —  | —  | —  |
| 2015–2016  | Everett Silvertips    | WHL        | 48  | 4  | 4   | 8   | 10  | 9  | 0 | 0  | 0  | 2  |
| 2016–2017  | Everett Silvertips    | WHL        | 72  | 6  | 13  | 19  | 29  | 10 | 0 | 2  | 2  | 6  |
| 2017–2018  | Everett Silvertips    | WHL        | 72  | 6  | 25  | 31  | 10  | 22 | 2 | 5  | 7  | 2  |
| 2018–2019  | Everett Silvertips    | WHL        | 67  | 12 | 32  | 44  | 20  | 10 | 1 | 7  | 8  | 0  |
| 2019–2020  | Everett Silvertips    | WHL        | 38  | 22 | 28  | 50  | 35  | —  | — | —  | —  | —  |
|            | Stockton Heat         | AHL        | 9   | 0  | 0   | 0   | 0   | —  | — | —  | —  | —  |
| 2020–2021  | Cleveland Monsters    | AHL        | 28  | 3  | 12  | 15  | 14  | —  | — | —  | —  | —  |
| 2021–2022  | Columbus Blue Jackets | NHL        | 1   | 0  | 0   | 0   | 0   | —  | — | —  | —  | —  |
|            | Cleveland Monsters    | AHL        | 21  | 5  | 13  | 18  | 17  | —  | — | —  | —  | —  |
| NHL totalt | NHL totalt            | NHL totalt | 1   | 0  | 0   | 0   | 0   | —  | — | —  | —  | —  |
| AHL totalt | AHL totalt            | AHL totalt | 58  | 8  | 25  | 33  | 31  | —  | — | —  | —  | —  |
| WHL totalt | WHL totalt            | WHL totalt | 297 | 50 | 102 | 152 | 114 | 51 | 3 | 14 | 17 | 10 |